# Estadio José Antonio Huelga
El estadio José Antonio Huelga es un estadio multiusos situado en la ciudad de Sancti Spíritus (Cuba). Es el cuarto estadio de béisbol más importante del país con capacidad para 12 000 espectadores. El recinto fue inaugurado el 21 de julio de 1991 en el disputa sus encuentros el equipo de béisbol local.
Fue bautizado en honor al destacado pelotero de la Provincia José Antonio Huelga que fue uno de los integrantes al equipo nacional que participó en los Juegos Centroamericanos y del Caribe de Cartagena de Indias
En sus instalaciones además de béisbol se practican otros deportes como softball y fútbol y en su interior cuenta con un gimnasio donde se entrena judo y levantamiento de peso
En él se han celebrados varios eventos internacionales como son:
- Torneo José Antonio Huelga 21 al 31 de julio de 1991
- Tope Cuba-E Unidos 3 al 5 de agosto de 1993
- Mundial Juvenil 9 al 16 de agosto de 1996
- Mundial Juvenil 17 al 24 de septiembre de 2006

- Datos: Q2882082